# Glomospirella
Glomospirella es un género de foraminífero bentónico de la subfamilia Ammovertellininae, de la familia Ammodiscidae, de la superfamilia Ammodiscoidea, del suborden Ammodiscina y del orden Astrorhizida. Su especie-tipo es Glomospirella umbilicata. Su rango cronoestratigráfico abarca desde el Pennsylvaniense (Carbonífero inferior) hasta el Mioceno.

## Discusión
Clasificaciones previas incluían Glomospirella en el suborden Textulariina del orden Textulariida.

## Clasificación
Se han descrito numerosas especies de Glomospirella. Entre las especies más interesantes o más conocidas destacan:
- Glomospirella umbilicata

Un listado completo de las especies descritas en el género Glomospirella puede verse en el siguiente anexo.
En Glomospirella se ha considerado el siguiente subgénero:
- Glomospirella (Usbekistania), aceptado como género Usbekistania